# She (popolo)
Gli She (in cinese semplificato: 畲族; in cinese tradizionale 畲族;in Pinyin: Shē zú; codice SH; popolazione 709.592) sono un gruppo etnico facente parte dei 56 gruppi etnici riconosciuti ufficialmente dalla Repubblica Popolare Cinese. La popolazione She conta circa 700.000 persone, quasi tutte stanziate nelle province cinesi di Fujian (dove sono la minoranza più grande), Zhejiang, Jiangxi, Guangdong e Anhui. Si autodefiniscono “Shanha”, dove Shan significa montagna e Ha significa ospite. Gli She sono quindi il popolo degli “ospiti delle montagne”.

## Origini
Alcuni studiosi sono concordi nel ritenere che l'etnia She discenda dall'antico popolo dei Tocari, mentre altri non trovano alcuna particolare relazione tra queste due popolazioni. In ogni caso, nelle trascrizioni storiche sono noti come Hsiamin, e la loro affiliazione linguistica suggerisce un legame con l'antica razza Yue, da cui discendono il popoli Yao e Miao. Secondo i primi, gli She vivevano nella zona montagnosa di Fenix, in Guangdong, ma lasciarono queste terre a causa dell'oppressione dei proprietari terrieri. Da ciò potrebbe derivare il loro autodefinirsi “ospiti dalle montagne”.
Durante la dinastia Tang, nel primo periodo della loro sottomissione al governo centrale cinese, si stabilirono poi nell'attuale provincia di Fujian, più precisamente nelle prefetture organizzate di Zhangzhou e Tingzhou. Durante la dinastia Song si costituisce una struttura feudale mentre si affermavano le colture del riso, del te, della canna da zucchero e del ramiè. Fino al XIV secolo si verificano migrazioni verso le aree montagnose del Fujian orientale, del Zhejiang meridionale e del Jiangxi nordorientale. Questo fu un periodo di povertà e sfruttamento da parte dei lord feudali Han. La situazione migliora solo durante la dinastia Ming (1368-1644) In un periodo compreso tra il 1919 e il 1949 gli She furono poi protagonisti di aspre rivolte contro i proprietari terrieri cinesi, contribuirono attivamente nella lotta ai giapponesi (1937-1945) e nella lotta al Kuomintang. Il contributo fu tale che si può affermare che la maggior parte delle aree popolate dagli She sono state basi rivoluzionarie per la rivolta del 1949.

## Cultura
L'elemento culturale maggiormente identificativo per la popolazione degli She è la musica. Per loro è importante sottolineare con il canto ogni momento della giornata. Ci sono anche molte tradizioni correlate a ciò, ad esempio nei matrimoni la sposa deve chiedere ogni cosa cantando, e quando un ospite raggiunge un villaggio She gli viene richiesto di cantare una canzone. Il popolo She dà molta importanza a riti e superstizioni, tra questi vige l'obbligo per l'ospite di una casa She, di lasciare l'ombrello fuori dalla porta. Se questo venisse introdotto nell'abitazione, infatti, avrebbe il significato di un annuncio di morte. Inoltre gli She hanno inventato uno stile unico di arti marziali, che include l'uso di mani nude e lunghi bastoni. Di solito gli esperti She di arti marziali sono anche predisposti alla pratica dell'agopuntura e alla medicina tradizionale in generale.

### Lingua
Gli She hanno una propria lingua (lingua she) che fa parte del ceppo hmongmien e che è composta da due distinti linguaggi che hanno tra i sei e gli otto toni. La lingua viene descritta come una via di mezzo tra quella Miao e quella Yao. Una grande maggioranza della popolazione dell'etnia She è stata assimilata dagli Han ma soprattutto dagli Hakka, da cui molti hanno recepito la lingua madre. Meno di 1000 She sono al giorno d'oggi in grado di parlare la loro lingua, e si tratta in primo luogo di coloro i quali vivono nelle contee di Buluo, Zengcheng, Huidong, e Haifeng e nella provincia di Guangdong. Questi si autodefiniscono Hone (in cinese: 活聂 huóniè). Oltre al dialetto Hakka e al Cinese Mandarino, molti She parlano Min o Cantonese, a seconda della località di provenienza. Non avendo comunque in generale una scrittura distinta, usano gli ideogrammi dell'alfabeto cinese.

### Musica Tradizionale
Dal punto di vista quantitative, le canzoni popolari degli She possono essere suddivise tra canzoni brevi, canzoni singole e indipendenti comunemente cantate dalla gente e canzoni lunghe o narrative, che incorporano fino a centinaia di canzoni brevi intercorrelate. Ci sono canzoni dedicate al lavoro, che hanno come soggetto lo scorrere delle stagioni e le possibilità produttive che vi si riferiscono. Trasmettono inoltre conoscenze riguardo alle produzioni e ai messaggi di vita felice. Ma le canzoni più popolari sono le cosiddette canzoni del destino, o canzoni d'amore. Queste sono le canzoni più toccanti, le più delle quali hanno come soggetto amori a rischio, in cui la musica stessa serve agli innamorati per far superare tali barriere e portarli al lieto fine. La popolazione She ha anche un ricco repertorio di canzoni che servono come modo di comunicare le proprie emozioni. Al punto che nei funerali gli She esprimono la loro tristezza cantando piuttosto che piangendo. Le loro canzoni mostrano anche come il bene sconfigga il male. In generale le loro canzoni dimostrano molto spirito e acutezza. Ci sono anche canzoni con cui vengono commemorati gli spiriti degli antenati e viene raccontata la storia, conosciute anche come canzoni della virtù, indispensabili in molte cerimonie religiose e che prevedono la danza da parte di particolari stregoni. Tali canzoni hanno parole comuni riconosciute e raccolte in manoscritti.

### Abbigliamento
L'abbigliamento maschile e dei bambini è molto simile a quello della popolazione degli Han ma quello femminile è molto più distintivo. Loro indossano maglie corte nere con decorazioni floreali e righe. Il vestito nuziale della donna She è chiamato Phoenix set.

### Religione
La maggioranza degli She sono politeisti e credono in diverse divinità e nel potere degli antenati e dei totem. Una delle più importanti è Pan-Hu, divinità comune con la popolazione Yao, un gigante re cane, considerato il padre spirituale degli She. Le canzoni popolari che sono state tramandate oralmente attraverso le generazioni, lo descrivono con la testa di drago, il corpo di cane e una lunghezza di sette metri. Nell'antichità questo popolo adorava il totem di questa divinità e c'era un festival in suo onore ogni sette anni. A tutt'oggi ogni clan possiede uno scettro scolpito a forma di testa di drago. Le influenze cristiane non sono riscontrabili nonostante la grande attività missionaria del tardo 1800 e il fatto che l'evangelizzazione potrebbe facilmente passare attraverso la conoscenza della lingua Hakka.

### Festività
Come gli Han, gli She celebrano la festa di primavera, la festa delle Lanterne, il festival del Quingming, la festa della nave del drago, la festa dell'autunno e la festa del doppio nono. In aggiunta a ciò, il terzo giorno del terzo mese lunare è giorno festivo e non vi può essere svolto alcun lavoro. Antiche credenze sono il soggetto di un'altra festività, ricordata il 15º giorno di febbraio, luglio e agosto del calendario lunare.

### Arte e artigianato tradizionali
Le donne She sono esperte ricamatrici, e la loro specialità sono fiocchi colorati, cinture o fazzoletti e loro vestiti sono adornati da intricate forme e rappresentazioni che ricordano la flora e la fauna. La capacità di ricamare è talmente importante che diventa un discrimine nel giudizio nei confronti delle giovani donne in età da marito. Inoltre, vivendo in regioni ricche di bambù di differenti qualità, gli She sono famosi anche per i loro tessuti in fibra di bambù.

## Economia, Prodotti tipici
In origine, il popolo degli She trovava la sua sussistenza nell'agricoltura e nella caccia. Ora le loro colture preminenti includono: riso, mais, fagioli e patate. Queste aree sono anche ricche di te, funghi e erbe medicinali. Tra i prodotti tipici She si ritrovano il te e il loro particolare vino. Il vino degli She vanta una storia di 1200 anni. È sostanzialmente un liquore distillato bianco che supera anche una seconda fermentazione durante la quale vengono aggiunte piante della foresta. Il colore finale è trasparente con riflessi dorati e verdastri. Sembra sia un efficace antiossidante che aiuta a prevenire il cancro, le allergie e la fatica così come a migliorare la memoria, il sistema immunitario e le condizioni della pelle.